# ちぇんじ!
『ちぇんじ!』は、篠塚ひろむによる日本の漫画。『ちゃお』（小学館）において、2001年5月号から同年7月号まで連載された。

## あらすじ
14歳の双子の姉弟、小松安里と千里は学校でも名物になるほどの仲良し。ある日の夜、千里は「不安な夢を見た」と安里に一緒に寝てくれるように頼む。普段どおりにそれを受け入れる安里だが、次の日の朝、目覚めると体が千里のものになっていて…。
ある日突然入れ替わった安里の体と千里の体は北斗のことが好き。
北斗の恋は危機一髪に⁉︎ 

## 登場人物
小松 安里（こまつ あんり）
年齢：14歳（中学2年生）
千里の双子の姉。性格は明るく活発。北斗の上半身裸の姿を見て鼻血を出してしまったりするなど、純情な所もある。北斗からは「一生懸命でかわいい」と言われた。
千里によって行われた「禁断の魂入れ替え術」によって、意識が千里の体に入ってしまった。
当初は千里が申し出た「北斗に近づく」と言う願いを鵜呑みにし、北斗を恨んでいたが彼と接する内に別な感情が芽生えていった。
後半では千里の嫌がらせに対し、「千里が止めてくれなければ駅前のビルから飛び降りて死ぬ」と家を飛び出すが、駅へ向かう際に事故に遭う。しかし間一髪の所を千里に救われ、「禁断の魂入れ替え術」が自分を救うための行動だと知り、自分をかばって事故に遭った千里を助けるために自身もそれを実行する。
小松 千里（こまつ せんり）
年齢：14歳（中学2年生）
安里の双子の弟。中学2年生。素直な性格で、霊感等のこともあり内気な所がある。安里と撮ったツーショット写真を北斗にあげるほど、安里が大好き。
幼少の頃から予知夢や幽霊などを見るなど、霊感が強い。また、予知夢はかなりの確率で当たる。
「禁断の魂入れ替え術」を実行し、安里と意識を入れ替えた。その時は「北斗にアタックしたいから」と答えるが、後に彼が見た予知夢と言うのが「安里が事故に会う」ものだと判明する。
事故後、生死の境をさ迷うが、安里によって行われた「禁断の魂入れ替え術」によって助かった。
安里とは男女の双子であるため、恐らく二卵性双生児だと思われるが、顔はかなり似ている。
また、作者の別の作品「ミルモでポン!」のアニメにも彼女らをモデルにしたであろう、「アンリ」、「センリ」と言うグルミ族の双子の姉弟が登場している。
如月 北斗（きさらぎ ほくと）
年齢：14歳（中学2年生）
千里の親友。校内で一番の人気者。当初は千里の理由もあって、安里から恨まれていた。
何だかんだ言いつつ、加藤に襲われた安里を身を挺して助けるなど、面倒見よく、友達思い。
加藤 大輝（かとう だいき）
年齢：15歳（中学3年生） クラス：3年2組
不良で、喧嘩がかなり強いと有名。身長も約2mあり、顔も怖く怒りっぽいため「学校一の危険人物」認定がなされている。
「ムカツク奴は男ならみな半殺しにする」と言う噂がある。一番ムカつく男は「カゲ口をたたく口先だけの軟弱ヤロー」。
千里が匿名で彼に電話をかけ、言ってもないことを告げ口し、安里を襲わせた。
5kgのバーベルを片手で持ちながら受話器も持つなど、力もかなりある。

### その他の人物
お父さん
安里と千里の父。会社員。
お母さん
安里と千里の母。主婦。
どちらも千里の霊力のことを信じておらず、安里が「千里と体が入れ替わった」と言った時も笑い飛ばしていた。

## 書誌情報
- 篠塚ひろむ『ちぇんじ! 〜ちがうワタシになれたなら〜』小学館〈ちゃおコミックス〉2004年12月発売、全1巻、ISBN 4-09-130100-2
連載時の扉絵が、白黒ではあるが随所に収録されている。